# Action Item
Action Item is een Amerikaanse vierkoppige poprockband uit Bergen County, New Jersey.

## Bezetting
Huidige bezetting
- Anthony Li (zang, gitaar)
- Brian Cag (zang, gitaar)
- David Buczkowski (basgitaar)
- Dan Brozek (drums)

Toerleden
- Jeremy William Smith

Voormalige leden
- Mark Shami (gitaar, keyboards, zang)
- Joe Politz (zang)

## Geschiedenis
Action Item begon als een vijftal bestaande uit Cag, Li, Brozek, Buczkowski en Politz. Nadat ze via hun Myspace-pagina talloze nummers in eigen beheer hadden uitgebracht, gingen de vier huidige leden van Action Item uit elkaar met Joe Politz, hun eerste zanger en begonnen ze een bijna jaar durende zoektocht naar een nieuwe vaste zanger. Uiteindelijk namen Brian Cag en Anthony Li de vocale taken over en zongen ze vaak allebei op dezelfde nummers. Begin 2008 ging Action Item naar Chicago om hun debuut-ep op te nemen met Tom Schleiter van Powerspace. De nummers die tijdens deze sessie werden opgenomen, zouden de debuut-ep The World And I van Action Item worden. Na de opname van The World And I, rekruteerde Action Item gitarist/toetsenist/zanger Mark Shami, voorheen van de Bergen County-band Off Broadway. Kort daarna werd The World And I uitgebracht op 14 juni 2008. De band bracht de zomer van 2008 door met het afwerken van verschillende tournees aan de oostkust en speelde de NJ-afspraak van Warped Tour op het Ernie Ball Battle Of The Bands-podium.
De band maakte een YouTube-versie van hun hit Brave met de beroemde YouTubers Kurt Hugo Schneider en Sam Tsui. Nick Jonas hielp met het schrijven en produceren van het nummer Learn To Fly (uitgebracht in juli 2011) van Action Item en verscheen samen met Drake Bell in de videoclip. De band en Jonas zijn goede vrienden geworden. In 2013 bracht de band het album Resolution uit, dat #72 bereikte in de Billboard 200. In mei 2014, meer dan anderhalf jaar later na het verlaten Action Item, ging Mark Shami met Giancarlo Dittamo zitten voor zijn podcast Pop Cultivation om zijn vertrek te bespreken.

## Discografie
- 2008: The World And I
- 2010: The Stronger the Love (ep)
- 2011: Learn To Fly (ep)
- 2012: Last Day Of Summer (ep)
- 2013: Resolution
- 2014: Great Mission: Life (ep)
- 2015: Great Mission: Love (ep)

### Singles
- Boy With The Microphone (The World And I)
- Somewhere Out There (The Stronger The Love)
- When Everything Falls Back Down (The Stronger The Love)
- Learn To Fly
- Winter Rolls Around
- Marching Band
- Last Day Of Summer
- Brave
- The Start of Something
- We'll Be Fine